# Bursa Büyükşehir Belediye Spor Kulübü 2013-2014 (pallavolo femminile)
Questa voce raccoglie le informazioni riguardanti il Bursa Büyükşehir Belediye Spor Kulübü nella stagione 2013-2014.

## Organigramma societario
Area direttiva
- Presidente: Taha Aydin

Area tecnica
- Allenatore: Emin İmen
- Secondo allenatore: Şahin Çatma

## Rosa
| N° | Nome              | Ruolo | Data di nascita | Nazionalità sportiva |
| -- | ----------------- | ----- | --------------- | -------------------- |
| 1  | Kenny Moreno      | O     | 6 gennaio 1979  | Colombia             |
| 2  | Nefize Gaffaroğlu | S     | 8 agosto 1992   | Turchia              |
| 3  | Birgül Güler      | S     | 2 maggio 1990   | Turchia              |
| 7  | Pınar Cankarpusat | C     | 7 marzo 1981    | Turchia              |
| 8  | Mia Jerkov        | S     | 5 dicembre 1982 | Croazia              |
| 10 | Merve Gülaç       | C     | 29 agosto 1987  | Turchia              |
| 11 | Selen Kafadar     | S     | 14 marzo 1990   | Turchia              |
| 12 | Gözde Dal         | C     | 21 marzo 1988   | Turchia              |
| 15 | Ana Takagui       | P     | 26 ottobre 1987 | Brasile              |
| 16 | Sedef Sazlıdere   | L     | 7 luglio 1992   | Turchia              |
| 17 | Aylin Sarıoğlu    | L     | 27 luglio 1995  | Turchia              |
| 18 | Duygu Düzceler    | P     | 6 aprile 1990   | Turchia              |

## Statistiche

### Statistiche di squadra
| Competizione     | Punti | In casa | In casa | In casa | In trasferta | In trasferta | In trasferta | Totale | Totale | Totale |
| Competizione     | Punti | G       | V       | P       | G            | V            | P            | G      | V      | P      |
| ---------------- | ----- | ------- | ------- | ------- | ------------ | ------------ | ------------ | ------ | ------ | ------ |
| Voleybol 1. Ligi | 35,8  | 12      | 7       | 5       | 13           | 4            | 9            | 25     | 11     | 14     |
| Coppa di Turchia | -     | 1       | 0       | 1       | 1            | 0            | 1            | 2      | 0      | 2      |
| Totale           | -     | 13      | 7       | 6       | 14           | 4            | 10           | 27     | 11     | 16     |

G = partite giocate; V = partite vinte; P = partite perse

### Statistiche dei giocatori
| Giocatore      | Voleybol 1. Ligi | Voleybol 1. Ligi | Voleybol 1. Ligi | Voleybol 1. Ligi | Voleybol 1. Ligi | Coppa di Turchia | Coppa di Turchia | Coppa di Turchia | Coppa di Turchia | Coppa di Turchia | Totale | Totale | Totale | Totale | Totale |
| Giocatore      | P                | PT               | AV               | MV               | BV               | P                | PT               | AV               | MV               | BV               | P      | PT     | AV     | MV     | BV     |
| -------------- | ---------------- | ---------------- | ---------------- | ---------------- | ---------------- | ---------------- | ---------------- | ---------------- | ---------------- | ---------------- | ------ | ------ | ------ | ------ | ------ |
| P. Cankarpusat | 24               | 129              | 62               | 52               | 15               | 1                | 5                | 2                | 3                | 0                | 25     | 134    | 64     | 55     | 15     |
| G. Dal         | 25               | 168              | 84               | 68               | 16               | 2                | 11               | 6                | 5                | 0                | 27     | 179    | 90     | 73     | 16     |
| D. Düzceler    | 19               | 11               | 1                | 0                | 10               | 2                | 0                | 0                | 0                | 0                | 21     | 11     | 1      | 0      | 10     |
| N. Gaffaroğlu  | 15               | 6                | 3                | 2                | 1                | 2                | 7                | 7                | 0                | 0                | 17     | 13     | 10     | 2      | 1      |
| M. Gülaç       | 15               | 47               | 33               | 6                | 8                | 2                | 8                | 3                | 3                | 2                | 17     | 55     | 36     | 9      | 10     |
| B. Güler       | 25               | 227              | 193              | 21               | 13               | 2                | 14               | 11               | 1                | 2                | 27     | 241    | 204    | 22     | 15     |
| M. Jerkov      | 25               | 417              | 365              | 26               | 26               | 1                | 25               | 25               | 0                | 0                | 26     | 442    | 390    | 26     | 26     |
| S. Kafadar     | 20               | 22               | 16               | 0                | 6                | 2                | 5                | 5                | 0                | 0                | 22     | 27     | 21     | 0      | 6      |
| K. Moreno      | 25               | 357              | 315              | 26               | 16               | 2                | 26               | 24               | 2                | 0                | 27     | 383    | 339    | 28     | 16     |
| A. Sarıoğlu    | 15               | 1                | 0                | 1                | 0                | 1                | 0                | 0                | 0                | 0                | 16     | 1      | 0      | 1      | 0      |
| S. Sazlıdere   | 19               | 1                | 0                | 1                | 0                | 1                | 0                | 0                | 0                | 0                | 20     | 1      | 0      | 1      | 0      |
| A. Takagui     | 25               | 85               | 29               | 28               | 28               | 2                | 4                | 0                | 2                | 2                | 27     | 89     | 29     | 30     | 30     |

P = presenze; PT = punti totali; AV = attacchi vincenti; MV = muri vincenti; BV = battute vincenti